# Bersaglio acquisito
Bersaglio acquisito (Scarecrow) è un romanzo thriller d'azione dello scrittore australiano Matthew Reilly, che racconta una delle avventure del capitano Shane M. Schofield.
È stato pubblicato in Italia dalla Editrice Nord nel 2003.

## Trama
Shane M. Schofield capitano dei Marines, viene inviato in missione in Siberia, per eliminare un gruppo di terroristi ceceni che hanno messo le mani su una vecchia installazione penale e di manutenzione denominata "Krask-8".
Schofield si ritrova subito nei guai: la maggior parte dei suoi uomini vengono eliminati da un'organizzazione di sicari giunta sul posto.
Il marine scopre che non ci sono mai stati terroristi ceceni nell'installazione: era una trappola per eliminare lui. 
Il capo dei sicari rivela a Schofield di essere entrato in una lista di quindici nomi che vanno eliminati entro le dodici del pomeriggio di quello stesso giorno.
Inizia così una caccia mortale per tutto il pianeta, mentre Schofield e i suoi compagni vengono inseguiti dai sicari di mezzo mondo, il marine viene a scoprire chi è il suo vero avversario: Majestic-12 un'associazione di miliardari, le persone più potenti di tutto il pianeta, le più pericolose. 
Ma il suo vero avversario è Jonathan Killian, il più giovane dell'organizzazione, e l'assassino della sua futura moglie.
E sarà Killian a perire per mano di Schofield nello scontro finale nella fortezza francese di Vallois.

## Stile del romanzo
Come in tutti i suoi romanzi, Reilly è estremamente attento alla questione tecnica: armi, veicoli e velivoli sono descritti con dovizia di particolari.
Grande attenzione anche allo sviluppo geopolitico del romanzo: ambientato ai giorni nostri, il racconto parla della minaccia del terrorismo, e della teoria del complotto. 
I miliardari di Majestic-12 raffigurano l'industria militare moderna, l'influenza dei finanzieri nella gestione del potere, tanto che nel prologo, i dodici membri dell'organizzazione sono soprannominati "i dominatori del mondo".
Altro punto focale della trama è l'alleanza di Killian con paesi africani del terzo mondo (tra cui figurano Libia ed Eritrea), che mirano a prendere il sopravvento sugli USA e l'Europa: quest'immagine rappresenta la massima ossessione della società occidentale, ovvero quella di passare da dominatori a dominati.
Lo svolgimento del tema è però molto infantile e stereotipato, con i "villains" di Majestic-12 che dispongono di castelli bretoni con la "pozza degli squali" in cui godersi l'agonia dei loro nemici, decine di conti alla rovescia che si fermano "ad un secondo dalla fine", decapitazioni in una ghigliottina fermate all'ultimo secondo da un marine che emerge dalle acque lanciando uno shuriken di acciaio contro la lama che sta cadendo sul collo dell'eroe, altri eroi che si lanciano sparando da un aereo da trasporto all'altro scivolando nel vuoto a cavalcioni di un tubo di riferimento (sparando contemporaneamente contro i "cattivi piloti" che stanno nella cabina dell'altro aereo), e così via.
Indubbiamente, il tono del romanzo è completamente "sopra le righe", sfiorando un irrealismo a tratti "comico". I personaggi appaiono capaci di imprese surreali, più tipiche di "X-Men" che di un romanzo del classico genere "thriller d'azione", ed emergono regolarmente illesi da situazioni che sarebbero ritenute poco credibili anche in un testo di fantascienza.

## Curiosità
- Come tutti gli altri romanzi di Reilly, Bersaglio acquisito non è stato stampato o tradotto in Francia, perché l'autore rappresenta i suoi militari come spietati assassini.

## Edizioni
- Matthew Reilly, Bersaglio acquisito, traduzione di Andrea Molinari, Nord, 2004,  p. 448, ISBN 88-429-1305-7.